# دایمیوهای فودای

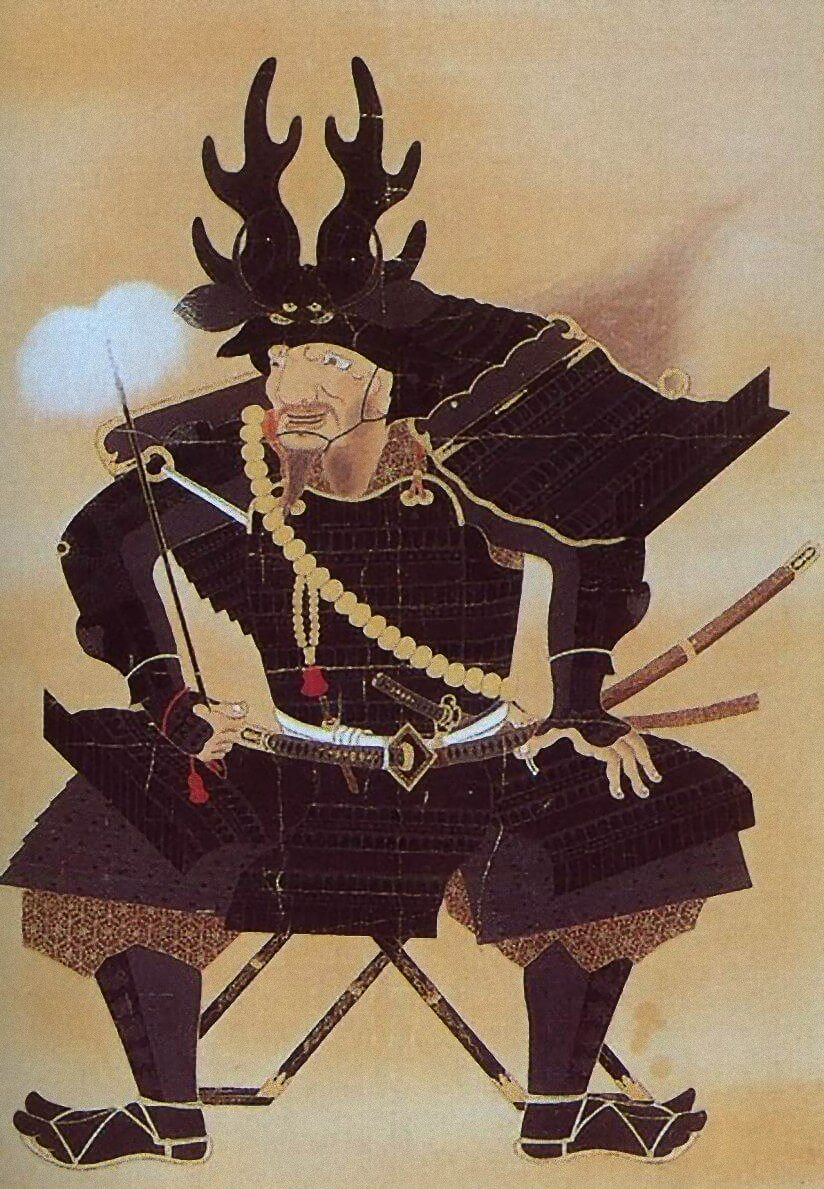
هوندا تاداکاتسو یکی از دایمیوهای فودای مشهور در اوایل دوره ادو بود

دایمیوهای فودای (به ژاپنی: 譜代大名 fudai-daimyō) افرادی هستند که قبل از نبرد سکیگاهارا با توکوگاوا ایه‌یاسو پیمان اتحاد بسته بودند.